# Cerco de Fukuryūji
O Cerco de Fukuryūji ocorreu em 1183, e foi uma batalha das Guerras Genpei , a grande guerra civil japonesa do Século XII entre o Clã Taira e o Clã Minamoto .
Fukuryūji (福隆寺) foi uma fortaleza que pertencia a Seno Kaneyasu , um partidário dos Taira. Imai no Kanehira irmão de leite de Minamoto no Yoshinaka  levou seus homens sob a cobertura dos arrozais lamacentos, sob pesado fogo de arqueiros, para tomar a fortaleza. Os atacantes sairam vitoriosos, e Kaneyasu foi morto em combate  .
o Heike Monogatari descreve assim sua morte: Imai no Shiro Kanehira veio a galope, seguido por 50 cavaleiros. Kaneyasu disparou suas sete ou oito flechas restantes em rápida sucessão, entre cinco ou seis inimigos caíram feridos (é impossível dizer se eles foram ou não morto). Em seguida Kaneyasu desembainhou a espada, decapitando seu pai Muneyasu que já estava muito ferido e não conseguia fugir. Entrou nas fileiras inimigas, e matou muitos guerreiros em um ataque furioso antes de, finalmente, ser morto em batalha. Seu séquito tentou cometer Seppuku depois de lutarem igualmente bem, mas eles foram levados vivos, exaustos e sofrendo com muitos ferimentos graves. Morreram dois dias depois, e suas cabeças foram penduradas junto com a de seu mestre nos postes de Sagigamori na Província de Bitchū. Quando o Yoshinaka viu as cabeças,  disse: "Ah, eles eram companheiros valorosos. Cada um deles merecia ser chamado de um guerreiro que vale por mil. Eu gostaria que tivessem sido poupados" .